# Zorzines microptera
Zorzines microptera là một loài bướm đêm trong họ Noctuidae.